# Louisa Harlandová
Louisa Harlandová (rodným jménem Louisa Clare Harland; * 31. ledna 1993 Dublin) je irská herečka, známá zejména rolí Orly McCoolové v sitcomu stanice Channel 4 Derry Girls.

## Život
Louisa Harlandová se narodila v Dublinu severoirskému otci, má dvě starší sestry, Katie a Ellie. Byla součástí Ann Kavanagh Youth Theatre v Rathfarnhamu. Vystudovala Mountview Academy of Theatre Arts v Londýně.

## Kariéra

### Televize a film
Po promoci v roce 2011 získala Harlandová již existující roli Kayleigh v televizní sérii stanice RTÉ One nazvané Love/Hate. Později se objevila ve filmech Roba Burkeho Standby (2014) a snímku herce a režiséra Woodyho Harrelsona Lost in London (2017).
V roce 2017 bylo oznámeno, že byla obsazena do role Orly McCool, výstřední sestřenice hlavní hrdinky seriálu Derry Girls, Erin Quinnové (Saoirse-Monica Jackson). První série byla odvysílána v lednu 2018 a získala kritické i komerční ohlasy, druhá byla uvedena v březnu 2019.
Dne 26. června 2020 Harlandová a její kolegyně z tehdy již velmi populárního seriálu předvedli benefiční skeč s irskou herečkou Saoirse Ronanovou pro speciální sbírku RTÉ Does Comic Relief. Výtěžek z noci byl věnován všem, kteří byli postiženi pandemií covidu-19.

### Rozhlas
V březnu 2021 Harlandová účinkovala se Samem Ottem v adaptaci hry Endless Second režiséra Theo Toksviga-Stewarta pro stanici BBC Radio 4. V květnu téhož roku na stejné stanici účinkovala v adaptaci debutového románu Sněhová vločka od Louise Nealona.

## Filmografie

### Film
| Rok  | Titul                 | Role             | Poznámky    |
| ---- | --------------------- | ---------------- | ----------- |
| 2014 | Pohotovostní          | Julie            |             |
| 2017 | Ztraceni v Londýně    | Stella           |             |
| 2018 | Nedělní příliv        | fialový          | krátký film |
| 2020 | Kluci z hrabství Hell | Claire McCannová |             |

### Televize
| Rok       | Titul                | Role            | Poznámky              |
| --------- | -------------------- | --------------- | --------------------- |
| 2011      | Láska nenávist       | Kayleigh        | 4 epizody             |
| 2016      | Lékaři               | Caz Ellison     | Epizoda: "Arašídy"    |
| 2016      | Harley a Davidsonovi | Tajemník        | Minisérie             |
| 2016–2017 | Ráj                  | Vypravěč        | Realitní show         |
| 2018      | Hledání radosti      | Tara            | Epizoda: „Letting Go“ |
| 2018–2022 | Derry Girls          | Orla McCoolová  | Hlavní role           |
| 2019      | Šikovný              | Finnoula        | Epizoda: "Pilot"      |
| 2020      | Podvedený            | Cloda O'Donnell | 4 epizody             |

## Divadlo
| Rok  | Titul                           | Role  | Poznámky                           |
| ---- | ------------------------------- | ----- | ---------------------------------- |
| 2018 | Bavlněné prsty                  | Aoife | Aberaeron Memorial Hall, Aberaeron |
| 2019 | Sklenka. Zabít. Modrovous. Imp. | Niamh | Royal Court Theatre, Londýn        |